# 巴尔斯河畔尚
巴爾斯河畔尚（法語：Champ-sur-Barse，法語發音：[ʃɑ̃ syʁ baʁs]）是法国奥布省的一个市镇，位于该省中部偏东南，属于奥布河畔巴尔区。

## 地理
巴尔斯河畔尚（48°14'17"N, 4°24'28"E）面积7.12 平方千米，位于法国大東部大區奥布省，该省份为法国中北部省份，北起马恩省，西接塞纳-马恩省，西南至约讷省，东南至科多尔省，东临上马恩省。
与巴尔斯河畔尚接壤的市镇（或旧市镇、城区）包括：拉洛日欧谢夫尔、巴尔斯河畔旺德夫尔、谢讷新城、维利昂特罗德。

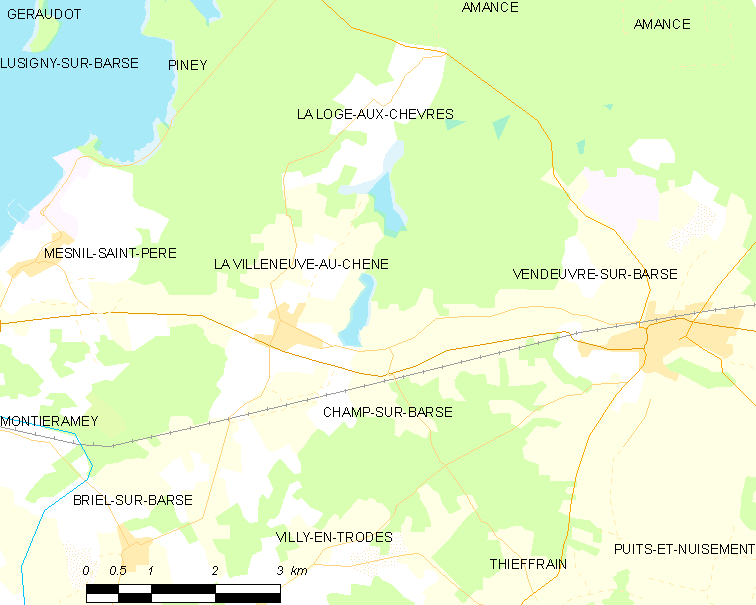
巴尔斯河畔尚的OSM定位图

巴尔斯河畔尚的时区为UTC+01:00、UTC+02:00（夏令时）。

## 行政
巴尔斯河畔尚的邮政编码为10140，INSEE市镇编码为10078。

## 政治
巴尔斯河畔尚所属的省级选区为巴尔斯河畔旺德夫尔县。

## 人口

1962-2008年间巴尔斯河畔尚人口变化图示

巴尔斯河畔尚于2022年1月1日时的人口数量为26人。